# Listă de filme italiene din 2007
Aceasta este o listă de filme italiene din 2007:

## Lista
| 2007                                                  |                               | |              |                                                                         |
| La cena per farli conoscere                           | Pupi Avati                    | Diego Abatantuono, Vanessa Incontrada, Inés Sastre                                                     | Comedy       |                                                                         |
| Mio fratello è figlio unico                           | Daniele Luchetti              | Elio Germano, Riccardo Scamarcio, Angela Finocchiaro                                                   | Drama        | 4 David di Donatello                                                    |
| Saturno contro                                        | Ferzan Özpetek                | Pierfrancesco Favino, Margherita Buy, Stefano Accorsi, Isabella Ferrari, Ambra Angiolini, Serra Yilmaz | Drama        | Gay interest. Ambra Angiolini won David di Donatello                    |
| Seven Kilometers from Jerusalem (7 km da Gerusalemme) | Claudio Malaponti             | |              |                                                                         |
| La ragazza del lago                                   | Andrea Molaioli               | Toni Servillo, Valeria Golino, Fabrizio Gifuni, Denis Fasolo                                           | Giallo       | Molaioli's debut. 2 Venice awards. Won David di Donatello for Best Film |
| Non pensarci                                          | Gianni Zanasi                 | Valerio Mastandrea Anita Caprioli, Giuseppe Battiston Caterina Murino Teco Celio Gisella Burinato      | Comedy Drama | 3 Venice awards.                                                        |
| Capo dei Capi                                         | Enzo Monteleone, Alexis Sweet | Claudio Gioè, Daniele Liotti, Salvatore Lazzaro                                                        | miniserie    |                                                                         |
| Giorni e nuvole                                       | Silvio Soldini                | Antonio Albanese, Margherita Buy                                                                       | Drama        |                                                                         |